# Episodi di Run - Fuga d'amore
La prima e unica stagione della serie televisiva Run - Fuga d'amore, composta da sette episodi, è stata trasmessa sul canale via cavo statunitense HBO dal 12 aprile al 24 maggio 2020.
In Italia è andata in onda su Sky Serie il 6 giugno 2022.
| nº | Titolo originale | Titolo italiano         | Prima TV USA   | Prima TV Italia |
| -- | ---------------- | ----------------------- | -------------- | --------------- |
| 1  | Run              | Scappa                  | 12 aprile 2020 | 6 giugno 2022   |
| 2  | Kiss             | Bacio                   | 19 aprile 2020 | 6 giugno 2022   |
| 3  | Fuck             | Una giornata per capire | 26 aprile 2020 | 6 giugno 2022   |
| 4  | Chase            | Inseguimento            | 3 maggio 2020  | 6 giugno 2022   |
| 5  | Jump             | Salto                   | 10 maggio 2020 | 6 giugno 2022   |
| 6  | Tell             | Racconta                | 17 maggio 2020 | 6 giugno 2022   |
| 7  | Trick            | Inganno                 | 24 maggio 2020 | 6 giugno 2022   |

## Scappa
- Titolo originale: Run
- Diretto da: Kate Dennis
- Scritto da: Vicky Jones

### Trama
Dopo aver ricevuto un messaggio che dice "SCAPPA", Ruby Richardson risponde "SCAPPA" e abbandona il marito per volare a New York. Sale su un treno alla Grand Central Station e trova il suo ragazzo del college Billy ad aspettarla. Nonostante siano entusiasti di vedersi, i due concordano sull'evitare qualsiasi discussione sulla loro vita attuale.
- Ascolti USA: telespettatori 352.000 – rating 18-49 anni 0,12[3]

## Bacio
- Titolo originale: Kiss
- Diretto da: Kate Dennis
- Scritto da: Adam Countee

### Trama
Ruby cerca di sedurre Billy, che è però scoraggiato dall'aver segretamente scoperto che lei ha un marito e dei figli. Ruby attribuisce la sua riluttanza al fatto di essere più grande di lui e cerca di sedurre uno sconosciuto per farlo ingelosire. Una semplice osservazione fatta da Billy sulla sua età fa sì che Ruby interrompa il viaggio e lasci il treno, per poi accorgersi che potrebbe non avere alternative.
- Ascolti USA: telespettatori 196.000 – rating 18-49 anni 0,06[4]

## Una giornata per capire
- Titolo originale: Fuck
- Diretto da: Kate Dennis
- Scritto da: David Iserson

### Trama
Dopo essere scesa dal treno a Chicago, Ruby viene inseguita da Billy, che le propone di trascorrere le successive 24 ore in città. La porta a fare un tour in autobus ed è sorpreso di sapere che lei ha mentito sull'essere un architetto. Preleva tutti i soldi che ha in banca perché sta cercando di proteggerli dalla sua assistente personale, Fiona, che lo sta seguendo tramite il suo telefono. Nel frattempo, Ruby prova abiti costosi e incontra una gentile sconosciuta, Alice, che la incoraggia a rubarne uno. Billy e Ruby prendono una suite d'albergo di lusso, dove fanno sesso, ma Alice, che si è rivelata essere Fiona, li filma con il cellulare da sotto la porta.
- Ascolti USA: telespettatori 291.000 – rating 18-49 anni 0,09[5]

## Inseguimento
- Titolo originale: Chase
- Diretto da: Kate Dennis
- Scritto da: Georgia Pritchett

### Trama
Dopo la loro deviazione a Chicago, Billy e Ruby riprendono il treno. Mentre cerca di contattare suo marito, Ruby incontra "Alice" a bordo del treno e le confida che Billy sta portando con sé una borsa piena di soldi. Dopo che Alice rivela a Ruby di essere Fiona, la ricatta per farsi dare il denaro, minacciando di inviare la registrazione di Billy e Ruby che fanno sesso al marito di lei. Ruby consegna la borsa, ma poi lei e Billy perlustrano furiosi il treno in cerca di Fiona, nel tentativo di recuperare i soldi. Lei, però, salta giù dal treno.
- Ascolti USA: telespettatori 208.000 – rating 18-49 anni 0,06[6]

## Salto
- Titolo originale: Jump
- Diretto da: Natalie Bailey
- Scritto da: Kirstie Swain

### Trama
Billy e Ruby saltano giù dal treno per cercare di inseguire Fiona e di assicurarsi la borsa contenente il denaro. La seguono fino a un cottage apparentemente abbandonato dove i tre hanno un confronto e Billy rivela di sapere che Ruby è una madre. Per sfuggire alla coppia Fiona cerca di saltare da una finestra su un pagliaio, ma viene trafitta da raggi nascosti nella paglia. Rendendosi conto che saranno sospettati della morte di Fiona, Billy e Ruby cercano di nascondere le loro tracce e di recarsi alla stazione ferroviaria più vicina. Gli viene dato un passaggio da Laurel, una tassidermista amichevole, ma prima di salire a bordo del treno Ruby si rende conto di aver dimenticato il suo telefono al cottage e Billy la convince che devono tornare indietro per recuperarlo.
- Ascolti USA: telespettatori 202.000 – rating 18-49 anni 0,06[7]

## Racconta
- Titolo originale: Tell
- Diretto da: Natalie Bailey
- Scritto da: Vicky Jones

### Trama
Billy e Ruby tornano al cottage e Ruby riesce a mettere il suo telefono al sicuro. Nel frattempo Laurel, che è amica del proprietario del cottage, arriva per lasciare del cibo e vede il corpo di Fiona, quindi informa la polizia.
Billy decide di voler informare la polizia riguardo alla morte di Fiona, ma Ruby cerca di dissuaderlo, rivelando di aver paura di perdere i suoi figli se suo marito scoprisse che si trova con lui. Billy decide che lo deve a Fiona, quindi sceglie di raccontare tutto alla polizia e di farsi avanti da solo riguardo alla sua morte. Prima che si separino, Ruby gli chiede di andare con lei in un bar per bere qualcosa.
Laurel viene intervistata da una poliziotta sulla morte di Fiona e rivela di aver incontrato due autostoppisti quella notte. Convince la poliziotta ad andare con lei in un bar dove doveva fare karaoke e le due flirtano goffamente. Laurel rivela che l'unica cosa che ricorda degli autostoppisti è di aver dato la sua giacca all'uomo.
Nello stesso bar, Ruby dice a Billy che il loro treno è abbastanza vicino e fa una fermata. I due decidono di tornare sul treno. Billy dimentica accidentalmente la giacca di Laurel, che rimane sorpresa nel trovarla quando va a bere qualcosa.
- Ascolti USA: telespettatori 167.000 – rating 18-49 anni 0,06[8]

## Inganno
- Titolo originale: Trick
- Diretto da: Kevin Bray
- Scritto da: Adam Countee

### Trama
Ruby e Billy prendono il treno. In un impeto di euforia, Ruby dice a Billy di voler lasciare suo marito per stare con lui. Tuttavia, Ruby guarda accidentalmente il video che Billy ha realizzato dove presenta la sua idea di incontrare Ruby come un libro.
Ruby contatta il detective Cloud che sale sul treno ma non riesce a trovare Billy. Il treno arriva a Los Angeles. Prima che possa essere arrestato, Billy interrompe il ricongiungimento di Ruby con il marito e i figli e la supplica di riconoscere che lui la ama davvero. Lei se ne va.
- Ascolti USA: telespettatori 211.000 – rating 18-49 anni 0,06[9]